# Wassili Wiktorowitsch Bessmelnizyn
Wassili Wiktorowitsch Bessmelnizyn (russisch Василий Викторович Безсмельницын, englisch Vasily Viktorovich Bezsmelnitsyn; * 18. Januar 1975 in Kosyrewsk, Sowjetunion) ist ein ehemaliger sowjetisch-russischer Skirennläufer.

## Karriere
Bessmelnizyn gab sein internationales Renndebüt bei den Juniorenweltmeisterschaften 1991 in Geilo bzw. Hemsedal, wobei er mit Platz 40 in der Abfahrt sein bestes Ergebnis erzielte.
1994 nahm er zum ersten Mal an Olympischen Winterspielen teil. Bei den Wettkämpfen in Lillehammer erreichte er den 34. Rang im Super-G, in Abfahrt und Riesenslalom schied er aus. Einen Monat nach den Spielen feierte er bei den Juniorenweltmeisterschaften in Lake Placid den größten Erfolg seiner Karriere, er gewann die Silbermedaille in der Abfahrt hinter dem Kanadier Kevin Wert.
Am 13. Januar 1995 gab Bessmelnizyn bei der Abfahrt auf der Streif sein Weltcupdebüt, wobei er als 56. die Weltcuppunkteränge klar verpasste. Insgesamt startete er bei 6 Weltcuprennen, konnte sich dabei jedoch nie unter den besten 30 klassieren.
Größere Erfolge feierte Bessmelnizyn hingegen auf nationaler Ebene. So wurde er 1995 Russischer Meister im Riesenslalom sowie Vizemeister im Super-G und im Slalom.
1998 erreichte er bei seiner zweiten Olympiateilnahme mit Rang 24 in der Abfahrt sein bestes Ergebnis bei einem internationalen Großereignis.
Seine letzten internationalen Rennen bestritt er im April 1999 in Elizovo, danach ist er nicht mehr als Sportler in Erscheinung getreten.

## Erfolge

### Olympische Winterspiele
- Lillehammer 1994: 34. Super-G, DNF Abfahrt, DNF Riesenslalom
- Nagano 1998: 24. Abfahrt, 29. Super-G, DNF Riesenslalom

### Juniorenweltmeisterschaften
- Geilo/Hemsedal 1991: 40. Abfahrt, 60. Riesenslalom
- Maribor 1992: 44. Super-G, 46. Abfahrt, 50. Slalom
- Monte Campione 1993: 18. Abfahrt, 19. Alpine Kombination, 43. Slalom, 49. Riesenslalom, 58. Super-G
- Lake Placid 1994: 2. Abfahrt, 25. Riesenslalom

### Europacup
- Eine Platzierung unter den besten 10

### Weitere Erfolge
- Russischer Meister im Riesenslalom (1995, 1998)
- Russischer Vizemeister im Super-G (1995)
- Russischer Vizemeister im Riesenslalom (1997)
- Russischer Vizemeister im Slalom (1995)
- 4 Podestplätze bei FIS-Rennen